# Шельфовый ледник Уилкинса
Шельфовый ледник Уилкинса — представляет собой прямоугольный шельфовый ледник длиной около 80 морских миль (150 км) и шириной 60 морских миль (110 км) (150 на 110 км (93 на 68 миль)) на Антарктическом полуострове. Этот объект занимает центральную часть пролива Уилкинса, от которого и получил свое название. Название было предложено Британским комитетом по топонимике Антарктики (UK-APC) в 1971 году.

## Распад ледника
В 1993 году профессор Дэвид Воан из Британской антарктической службы (BAS) предсказал, что северная часть шельфового ледника Уилкинса, вероятно, будет потеряна в течение 30 лет, если потепление климата на полуострове будет продолжаться такими же темпами.
В исследовании, проведенном Национальной академией наук США в 2002 году, говорится: «Поскольку температура воздуха в районе Антарктического полуострова статистически повышается, присутствие талой ледниковой воды, вероятно, станет более распространенным в этих поверхностных водах и продолжит играть всё возрастающую роль в управлении этой хрупкой экосистемой». В 2008 году Дэвид Воган признал, что его прогнозы были слишком консервативными и что события на местах развивались быстрее, чем он ожидал.
25 марта 2008 году кусок шельфового ледника Уилкинса площадью 405 км² (156 квадратных миль) распался, что поставило под угрозу большую часть шельфового ледника. Ученые были удивлены, когда обнаружили, что оставшаяся часть шельфового ледника площадью 14 000 км² (5 400 квадратных миль) начинает отделяться от континента. То, что осталось от шельфового ледника Уилкинса, теперь связано только узким льдом. В конце мая 2008 года ещё один откол больше уменьшил ширину соединительной полосы льда с 6 до 2,7 км (3,7-1,7 мили). Это второе меньшее событие, когда откололось около 160 км² (62 квадратных миль) льда, было первым документально подтвержденным расколом, произошедшим зимой. Шельфовый ледник Уилкинса не связан с внутренними ледниками так же, как шельфовый ледник Ларсена B, и поэтому окажет незначительное влияние на повышение уровня моря.
29 ноября 2008 года Европейское космическое агентство (ЕКА) объявило, что в 2008 году шельфовый ледник Уилкинса потерял около 2000 квадратных километров (770 квадратных миль). Спутниковый снимок, сделанный 26 ноября, показал новые трещины на шельфовом леднике, по сообщениям ЕКА, что он находится в опасной близости от отрыва от полосы льда и островов, с которыми он соединен.
20 января 2009 года агентство Рейтер сообщило, что шельфовый ледник может рухнуть в океан в течение «недель или месяцев». В то время шельф удерживался только очень тонкой полосой льда (от 2 км до 500 метров в самом узком месте), что делало его очень уязвимым для трещин и разломов. Если бы полоса разорвалась, это освободило бы шельфовый ледник, который сейчас имеет площадь штата Коннектикут (около 14 000 км²). Спутниковые данные от 2 апреля 2009 года привели аналитиков ЕКА к выводу, что обрушение полосы (что приведет к частичному отделению от Антарктического полуострова) было «неизбежным». В соответствии с этим определением спутник ESA Envisat ежедневно наблюдает за этим районом. Спутниковые снимки обновляются автоматически, чтобы следить за событиями сразу же по мере их возникновения. Кроме того, спутники НАСА «Терра» и «Аква» пролетают над этой территорией несколько раз в день, и некоторые из полученных изображений также доступны.
5 апреля 2009 года рухнул ледяной мост, соединяющий часть шельфового ледника с островом Шарко. Разрыв произошел в самом тонком месте 40-километрового (25 миль) моста и был первым на любом из участков, соединяющих его с материком. В то время как откололась только часть, некоторые ученые предсказали, что другая большая часть шельфового ледника Уилкинса находится всего в нескольких днях от полного отрыва. Шельф по-прежнему соединен с островом Латади, хотя было заявлено, что это соединение «похоже, тоже рухнет». Откол рассматривается как твердое свидетельство продолжающихся последствий потепления. С 1950-х годов температура в этом регионе Антарктиды повысилась на 2,5 градуса по Цельсию. Некоторые ученые считают, что обрушение ослабленного льда было вызвано усилением волнового воздействия из-за относительного отсутствия морского льда в настоящее время, однако известный гляциолог Дуг Макайл сказал, что спусковым крючком для первоначального раскола в марте 2008 года, вероятно, были гораздо более длинные волны океана, создаваемые далекими штормами.
Если весь шельф, размером примерно с Ямайку (10 991 км², 4 244 кв. мили), действительно полностью отделится от суши, он будет самым большим на данный момент. Только в апреле 2009 года около 700 квадратных километров (около 270,3 квадратных миль) откололись от залива Уилкинс после обрушения ледяного моста.
Распад края шельфового ледника, ослабленного предыдущими взломами, продолжился в марте 2013 года.